# Tate Britain
La Tate Britain forma part de la xarxa de galeries Tate a Gran Bretanya, juntament amb la Tate Modern, la Tate Liverpool i la Tate St Ives. Va ser el primer d'aquests museus que es va establir i va obrir el 1897. Allotja una important col·lecció d'obres de J.M.W. Turner.

## Història

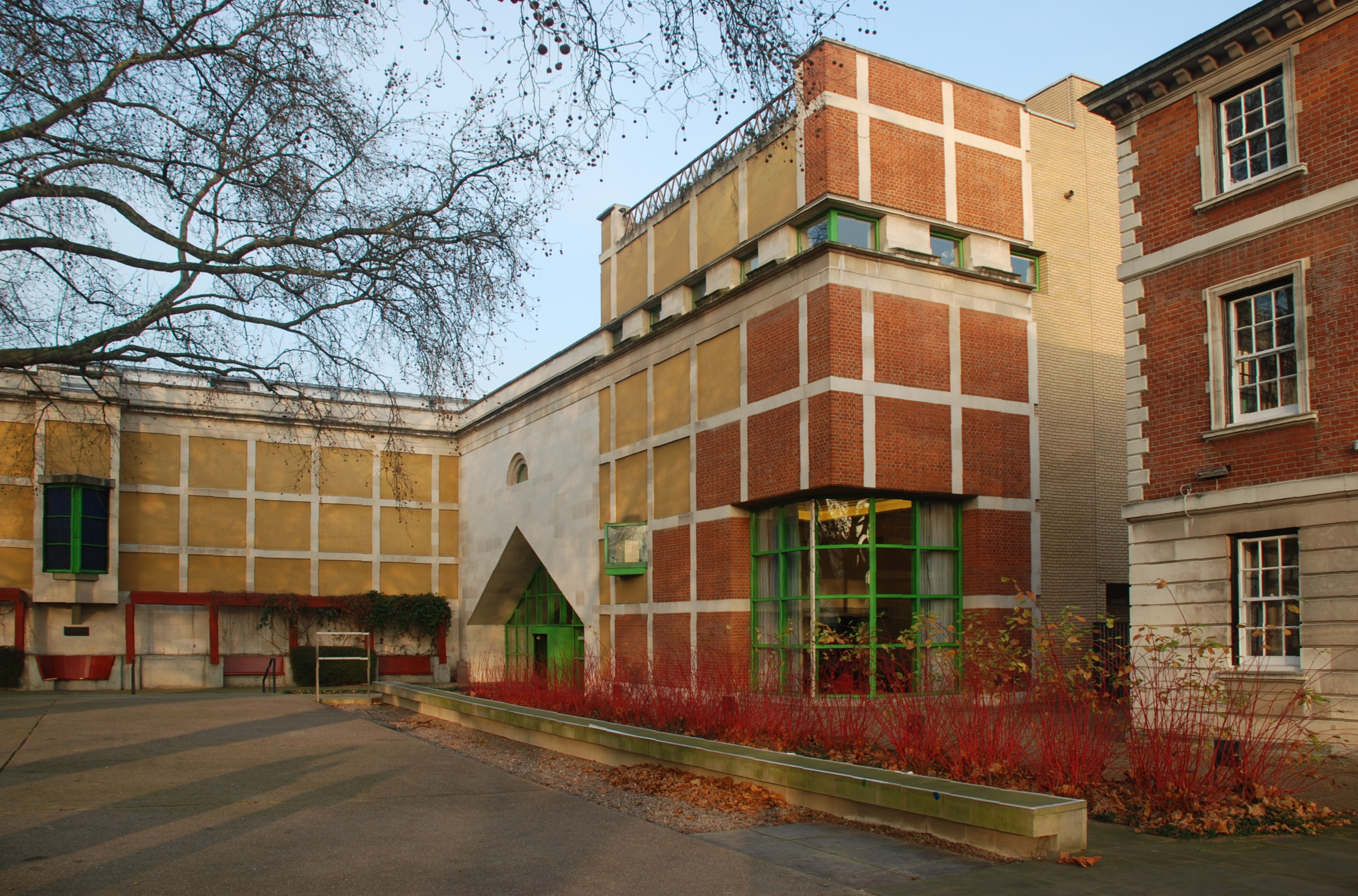
Galeria Clore, dissenyada per James Stirling (1987).

Es localitza a la seu original de Tate a Millbank, en el lloc en el qual va estar la Presó de Millbank. La part frontal de l'edifici va ser dissenyada per Sydney R. J. Smith amb un pòrtic clàssic i una cúpula. La construcció va començar el 1893. La galeria va obrir el 21 de juliol de 1897 amb el nom de Galeria Nacional d'Art Britànic, però va passar a ser coneguda com a Galeria Tate, en honor del seu fundador sir Henry Tate. Hi ha hagut moltes ampliacions des de la seva fundació. La galeria central d'escultures va ser dissenyada per John Russell Pope.
Alguns dels problemes que ha sofert inclouen inundacions a causa d'unes obres en el Tàmesi i els danys ocasionats pels bombardejos durant la Segona Guerra Mundial, encara que la major part de la col·lecció estava fora de perill en un altre indret, i un gran quadre de Stanley Spencer, massa gran per ser mogut, va estar protegit per un mur davant d'ell.
La Tate també inclou la Galeria Clore de 1987, dissenyada per James Stirling, on s'exposen les obres de J.M.W. Turner

## Instal·lacions
El museu és accessible per escales i per una rampa per a cadires de rodes. La galeria té un restaurant i una cafeteria, així com una zona reservada en exclusiva per als "amics de la Tate". Tothom pot ser membre amb només pagar una subscripció anual. L'edifici alberga també les oficines d'administració, una Biblioteca i un Arxiu al Centre de Recerca Hyman Kreitman. En el restaurant hi ha un mural pintat per Rex Whistler.
Actualment, la Tate Britain i la Tate Modern estan connectades pel Tàmesi per un vaixell, que surt de l'embarcador de Millbank Millenium, que està just enfront de la galeria. El vaixell està decorat amb pigues, basat en un quadre semblant de Damien Hirst.

## Exposició

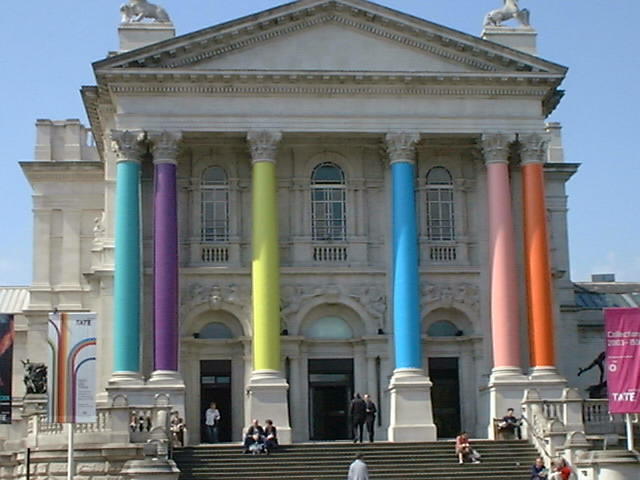
La Tate decorada de manera especial.

L'exposició permanent mostra la col·lecció permanent d'art britànic històric, així com obres contemporànies. Té sales dedicades a un sol artista, com les dedicades a: Tracey Emin, John Latham, Douglas Gordon, Sam Taylor-Wood, Marcus Gheeraerts II, encara que aquestes obres com la resta roten periòdicament.
La Tate Britain alberga l'anual i sempre controvertida exhibició del Premi Turner, que mostra les obres de quatre artistes menors de 50 anys, seleccionats per un jurat liderat pel director de la Tate, Sir Nicholas Serota. Aquesta exhibició s'allarga durant tot l'any, ja que els nominats s'anuncien al maig, l'exhibició de les seves obres a l'octubre, i la fallada del premi és al desembre. Cada etapa del lliurament del premi genera expectació per part dels mitjans, i també nombroses manifestacions contra el premi.
La Tate ha intentat arribar a un públic més nombrós, especialment jove, amb el programa Fins a tarda en la Tate Britain que es fa cada primer divendres de cada mes, aquest programa comporta que el preu de les entrades es redueixi a la meitat, i es toqui música en directe.

## La col·lecció permanent
La Tate Britain és la galeria nacional d'art britànic des de 1500 fins a l'actualitat. Com a tal, és la galeria més important d'aquest tipus al món. En el museu també s'exposen obres d'artistes més recents, com ara David Hockney, Peter Blake i Francis Bacon.

### Algunes obres
Algunes de les obres que s'exposen a la Tate Britain, principalment en ordre de creació, són:
- Cavall atacat per un lleó (oli de 1763) de George Stubbs
- Giovanna Baccelli (oli de 1782), de Thomas Gainsborough
- Newton (monotip de 1795 i 1805), de William Blake
- La catedral de Salibury des d'un prat (oli de 1831), de John Constable
- La branca daurada (oli de 1834), de J. M. W. Turner
- Castell de Norham a trenc d'alba (oli de 1845), de J. M. W. Turner
- La fi del món, o El gran dia de la Seva ira (oli de 1851-53), de John Martin
- Ofèlia (oli de 1851-52), del prerafaelita John Everett Millais
- La Mort de Chatterton (oli de 1856), del prerafaelita Henry Wallis
- Beata Beatrix (oli de c. 1864–1870), del prerafaelita Dante Gabriel Rossetti
- Nocturn. Blau i or – vell pont de Battersea (oli de c. 1872–75), de James McNeill Whistler (esteticisme, moviment paral·lel al simbolisme i decadentisme)
- La Senyora de Shalott (oli de 1888), de John William Waterhouse, a l'estil dels prerafaelites
- El bany de fang (oli del 1914), de David Bomberg (Grup de Londres, se'l relaciona amb el vorticisme)
- La Resurrecció, Cookham (oli de 1924-27),  de Stanley Spencer (avantguardista indefinit)
- Tres estudis de figures al peu d'un crucifix (tríptic, oli i pastel sobre tauler de fibra, 1944), de Francis Bacon
- Rose Wylie: Pin Up and Porn Queen Jigsaw (obra sobre paper, 2005), i Choco Leibnitz (2006), entre d'altres
- Gillian Wise: Looped Network Suspended in Pictorial Space (obra sobre paper, 1974)
- Alison Wilding: Assembly
- Rachel Whiteread: Untitled (Floor/Ceiling)
- Joanna Mary Wells: Gretchen
- Paule Vézelay: Five Forms
- Annie Louisa Swynnerton: Oreads
- Helen Saunders: Monochrome Abstract Composition
- Eva Rothschild: The Fallowfield
- Bridget Riley: Achæan
- Paula Rego: Guerra
- Fiona Rae: Maybe you can live on the moon in the next century
- Grace Pailthorpe: December 4th, 1938
- Mabel Nicholson: Family Group
- Jessica Dismorr: Abstract Composition
- Lucy McKenzie: Side Entrance
- Mary Martin: Inversions
- Hilary Lloyd: One Minute of Water
- Kim Lim: Shogun
- Liliane Lijn: Headborn
- Claudette Johnson: Standing Figure with African Masks
- Gwen John: Nude Girl
- Frances Hodgkins: Flatford Mill
- Susan Hiller: Belshazzar's Feast, the Writing on Your Wall
- Amelia Robertson Hill: Percy Bysshe Shelley
- Barbara Hepworth: Spring, 1957 (Project for Sculpture)
- Dora Gordine: Javanese Head
- etc., etc.

### Art britànic dels seglesxviixvii
Els retrats dominen aquest període. El quadre més antic del museu, Man in a Black Cap (Home amb barret negre), pintat per John Bettes el 1545, revela la influència de Hans Holbein el Jove, introductor del renaixement a la Gran Bretanya. El seu meticulós estil lineal es reflecteix en moltes obres. Un dels primers grans pintors nascuts i formats a Anglaterra va ser Nicholas Hilliard, representat a la galeria per un dels seus rars retrats de grandària natural, d'Isabel I.
El segle xvii, sota la influència de sir Anthony van Dyck, va emergir un nou estil de retrat, del que són excel·lents exemples Lady of the Spencer Family, de Van Dyck, i Endymion Porter, de William Dobson. Altres dues obres mestres són Monkeys and Spaniels Playing (1661), de Francis Barlow, una pintura primerenca de tema animal, i Landscape with Rainbow. Henley-on-Thames (c. 1690), de Jan Siberechts, que marca el naixement de la tradició paisatgista anglesa.

### Art britànic del segle XVIII
La col·lecció de principis del segle xviii de la Tate Gallery també ofereix excel·lents exemples de pintura costumista, conegudes informalment com a "peces de conversa" (composicions informals de figures), com ara La família James, d'Arthur Devis, i La família Strode esmorzant, de William Hogarth, una figura excepcional de l'art britànic del segle xviii, ben conegut per les seves obres satíriques. A la fi d'aquest segle, el "Gran Estil" de Joshua Reynolds es pot contrastar amb la cuidada factura dels retrats del seu rival Thomas Gainsborough. Les obres de Richard Wilson, de la mateixa època, mostren aquest "Gran Estil" als paisatges, mentre que George Stubbs està ben representat amb pintures rurals i cavalls de sorprenent bellesa.

### Art britànic del segle XIX
La Tate Gallery alberga un gran nombre d'obres de William Blake, així com d'alguns deixebles, inclòs Samuel Palmer, amb escenes íntimes pastorals imbuïdes d'una mística intensitat. També estan representats els dos grans paisatgistes del segle: les obres de Turner (a la Clore Gallery) superen en nombre a les de John Constable, però aquest compta amb una bona varietat d'olis i esbossos, com Flatford Mill. També hi ha paisatges de Crome, Cotamn, Bonington i altres. La col·lecció revela la varietat d'estils de l'art victorià, que va des del molt sentimental Blind Fiddler, de Wilkie -la mort del qual es commemora a Pau, de Turner-, fins a la visió del Derby Day de William Frith i els malbarataments de color i emoció intensa dels pintors parrafaelitas.

### Clore Gallery
Quan J.M.W. Turner (1775-1851) va llegar la seva obres a l'estat, ho va fer amb la condició que es mantinguessin juntes. El 1910, es va habilitar una sèrie de sales per als seus olis, però només quan es va obrir la Clore Gallery, el 1987, el total del llegat es va exhibir al complet, inclosos milers d'esbossos. La galeria també mostra aquarel·les de Turner, com A City on a River, Sunset, part del seu projecte de Grans Rius d'Europa.